# Milford (Missouri)
Milford és una població dels Estats Units a l'estat de Missouri. Segons el cens del 2000 tenia 52 habitants.

## Demografia
Segons el cens del 2000, Milford tenia 52 habitants, 20 habitatges, i 15 famílies. La densitat de població era de 501,9 habitants per km².
Dels 20 habitatges en un 25% hi vivien nens de menys de 18 anys, en un 55% hi vivien parelles casades, en un 15% dones solteres, i en un 25% no eren unitats familiars. En el 15% dels habitatges hi vivien persones soles el 5% de les quals corresponia a persones de 65 anys o més que vivien soles. El nombre mitjà de persones vivint en cada habitatge era de 2,6 i el nombre mitjà de persones que vivien en cada família era de 2,87.
Per edats la població es repartia de la següent manera: un 23,1% tenia menys de 18 anys, un 13,5% entre 18 i 24, un 23,1% entre 25 i 44, un 26,9% de 45 a 60 i un 13,5% 65 anys o més.
L'edat mediana era de 40 anys. Per cada 100 dones de 18 o més anys hi havia 110,5 homes.
La renda mediana per habitatge era de 26.875 $ i la renda mediana per família de 19.167 $. Els homes tenien una renda mediana de 22.917 $ mentre que les dones 16.250 $. La renda per capita de la població era de 12.303 $. Entorn del 28,6% de les famílies i el 20% de la població estaven per davall del llindar de pobresa.

## Poblacions més properes
El següent diagrama mostra les poblacions més properes.